# Pierre Kahn (psychanalyste)
Pour les articles homonymes, voir Kahn.
Ne doit pas être confondu avec Pierre Kahn (universitaire).
 (décembre 2015).
Si vous disposez d'ouvrages ou d'articles de référence ou si vous connaissez des sites web de qualité traitant du thème abordé ici, merci de compléter l'article en donnant les références utiles à sa vérifiabilité et en les liant à la section « Notes et références ».
Pierre Charles Kahn, né le 6 novembre 1939 à Dinan et mort le 18 juillet 2006 à Paris 12e, est un psychanalyste français.

## Biographie
Issu d'une famille française bourgeoise d'origine juive, immigrée en France à la fin du XIXe siècle, Pierre Kahn, alors étudiant à la Sorbonne, a été secrétaire du secteur Lettres de l'Union des étudiants communistes, avant d'être élu secrétaire national de l'UEC, lors du 7e Congrès de cette organisation étudiante, tenu à Palaiseau en 1964. Avant cela, il fut l'un des rédacteurs en chef du journal de l'UEC, Clarté, où il travailla, notamment, avec Serge July et Jean Schalit. En 1965, il fut exclu du Parti communiste français[réf. souhaitée], et s'éloigna progressivement de la politique.
Devenu instituteur puis professeur de philosophie en lycée[réf. souhaitée], il prit part aux évènements de Mai 68 à Paris. Il fit notamment partie du petit groupe de contestataires qui mit le feu au Palais Brongniart, siège de la Bourse de Paris le 24 mai 1968 (voir Génération tome 1 page 546). L'aspect politique de son itinéraire est retracé et mis en perspective dans ce livre de Hervé Hamon et Patrick Rotman (Tome 1 chapitres 3,4,7,9 et 15)   et le documentaire de Daniel Edinger du même nom. Suspendu en 1969 pour avoir signé le « Manifeste des 24 » s'opposant à la suspension de son collègue et camarade André Sénik. Il est également évoqué dans la notice biographique inspirée par ses anciens camarades de l'UEC que le journal Le Monde publia peu après sa mort le 18 juillet 2006[réf. souhaitée]. 
Pierre Kahn devint psychanalyste au  tout début des années 1970, à Paris et Troyes. Il travailla avec Serge Leclaire. Tout au long des années 1980, il anima, au sein d'un groupe de psychanalystes, la revue Espaces. Ce groupe était notamment constitué de Nénuka Amigoréna-Rosenberg, Jean-Jacques Blévis, Alice Cherki, René Clément, André-Roland Havas et Hervé Petit. Dans les années 1990, il se consacra notamment à l'animation d'un collectif réunissant  psychanalystes, psychologues, psychiatres et médecins de Troyes et de ses environs. Dans son travail théorique, Pierre Kahn, prit, selon Elisabeth Roudinesco, des positions exigeantes (envers la psychanalyse) et courageuses, notamment sur la question de l'homosexualité[réf. nécessaire].

## Œuvres
- Le symptôme dans la culture L'homophilie, un symptôme de la psychanalyse ? dans Che Vuoi ?, no 16 : le symptôme, Éditions L'Harmattan
- La mort dans les yeux - Questions à Jean-Pierre Vernant, in: revue Espaces journal de psychanalystes, D'une illusion, des illusions., no 13-14 printemps 86, sl, 1986
- Le gribouilleur sur le cadastre, éditions de l'Éclat, Montpellier, 1987 (il s'agit d'un recueil de poèmes)
- Frère et sœur, dans le secret du futur antérieur, in: revue Espaces pour la psychanalyse, Filles et garçons, no 17, Éditions de l'Interligne, Paris, 1990
- Évidence et énigmes de la violence pour le psychanalyste, in: revue Psychanalystes, revue du Collège de Psychanalystes, Violences et subjectivation, no 45, Paris, 1992